# Tore Gjelsvik
Tore Gjelsvik (* 7. September 1916 in Bodø; † 23. Januar 2006 in Bærum) war ein norwegischer Geologe und Direktor des Norwegischen Polarinstituts. Während des Zweiten Weltkriegs spielte er eine zentrale Rolle im norwegischen Widerstand.

## Leben
Gjelsvik war Geologiestudent an der Universität Oslo, als Norwegen von der deutschen Wehrmacht besetzt wurde. Im Jahr 1940 nahm er an verschiedenen Kampfhandlungen im Østfold teil. Gjelsvik war einer der ersten, der Widerstandsgruppen aufbaute. Im Oktober 1940 gelang ihm die Verbindung zu einer der ersten norwegischen Widerstandsgruppe, der R-Gruppe in Oslo. Er konnte deren Kontakte auf das ganze Land ausdehnen. Er war in der Sivorg ein zentrales Mitglied und hatte mit der Milorg und der XU Verbindung. 1943 war er Mitglied des Koordinationskomitees (KK) und später Leiter des KK-Sekretariats. Nach der weitgehenden Vernichtung der Widerstandsorganisationen durch die Deutschen im Jahre 1944 arbeitete er an deren Wiederaufrichtung. Er kämpfte gegen den Arbeitsdienst. Im Herbst 1944 war er eines der letzten vier überlebenden Mitglieder des KK. Im Januar 1945 wurde Gjelsvik beinahe von der Statspolitiet, der norwegischen Geheimen Staatspolizei verhaftet, konnte jedoch angeschossen nach Schweden flüchten. Kurze Zeit später kehrte er nach Norwegen zurück und nahm Kontakt mit Alf Sanengen und der Heimatfrontbewegung auf.
Nach dem Krieg begann er an der Harvard University mit seiner Dissertation, die er 1953 in Oslo abschloss. In der Folgezeit arbeitete er für den Geologischen Dienst Norwegens und nahm als geologischer Berater der Vereinten Nationen an Missionen in der Türkei und in Birma teil. 1960 wurde er zum Direktor des Norwegischen Polarinstituts ernannt, diese Stelle hatte er bis zu seiner Pensionierung 1983 inne.
Er war hauptverantwortlich für den Aufbau des Heimatfrontmuseums, in dessen Rat er seit 1962 Mitglied war.

## Forschungsarbeiten
Gjelsvik promovierte über metamorphe Dolerite in Südnorwegen. Er beschäftigte sich in der Folgezeit mit Lagerstätten in der Türkei und der Geologie Spitzbergens. In seiner Zeit als Leiter des Polarinstitutes war er verantwortlich für die Wiederaufnahme des norwegischen Antarktis-Forschungsprogramms im Jahre 1976 nach einer Unterbrechung von 16 Jahren.

## Ehrungen
- 1974 Aufnahme in die Norwegische Akademie der Wissenschaften
- 1975 Ritter 1. Klasse des Sankt-Olav-Ordens
- 1982 Nordstern-Orden
- 1983 Kopernikus-Medaille der Polnischen Akademie der Wissenschaften
- 1984 Kommandeur des Sankt-Olav-Ordens
- 1988 Georg-von-Neumayer-Medaille der Pollichia

Gjelsvik ist in der Antarktis Namensgeber für das Gebirge Gjelsvikfjella im Königin-Maud-Land und für den Berg Gjelsvik Peak in der Ross Dependency.